# Zlata Adamovská

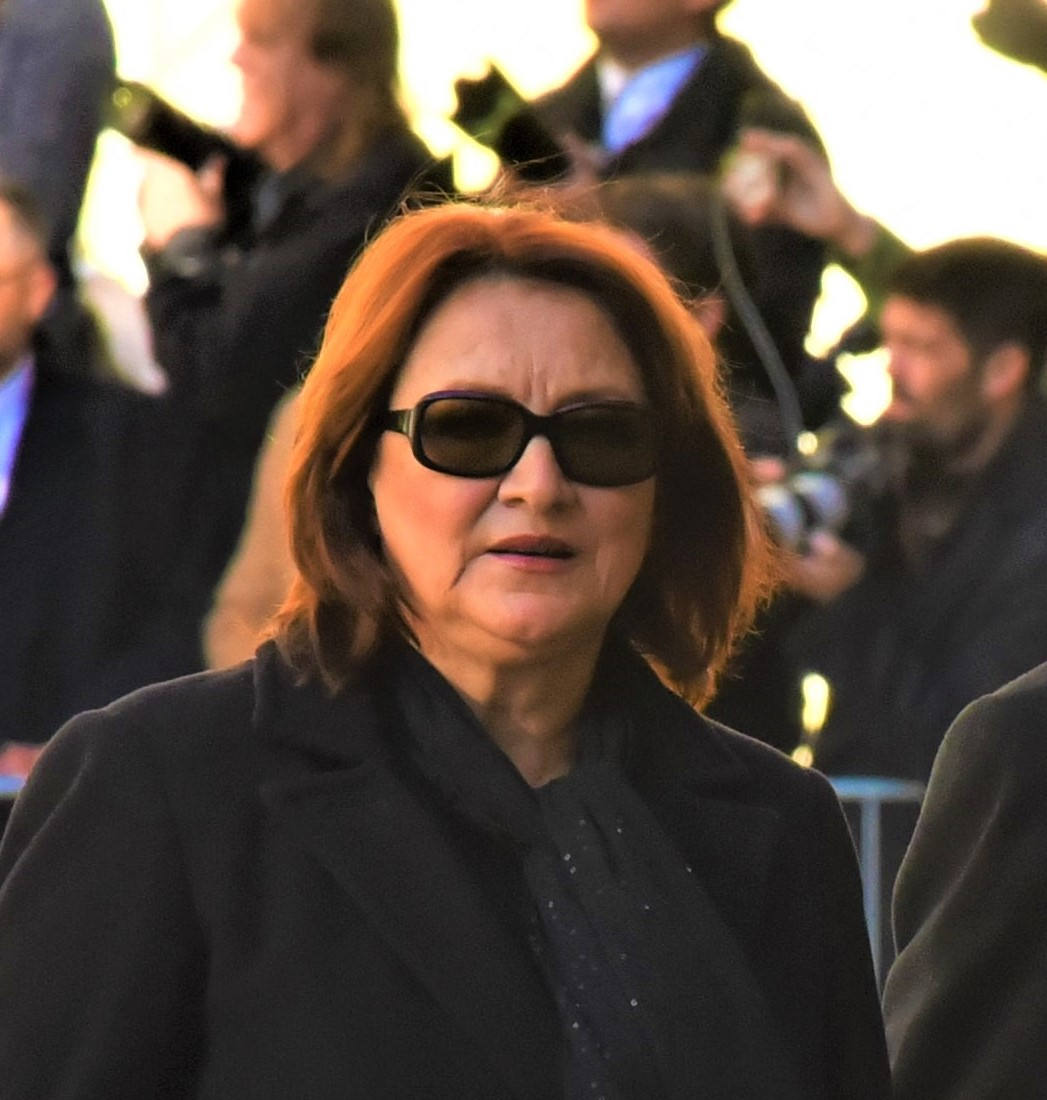
Zlata Adamovská (2019)

Zlata Adamovská (* 9. März 1959 in Prag) ist eine tschechische Schauspielerin und Synchronsprecherin.

## Leben
Zlata Adamovská absolvierte 1980 erfolgreich ihr Studium am Prager Konservatorium. Bereits während ihrer Studienzeit war sie regelmäßig am Theater beschäftigt und spielte unter anderem an Městská divadla pražská. Sie konnte sich als Theaterschauspielerin etablieren und war ab 1990 festes Ensemblemitglied am Divadlo na Vinohradech.
Auch ihr Leinwanddebüt gab sie während ihrer Studienzeit in kleineren Nebenrollen 1977 in den beiden auch in deutscher Sprache veröffentlichten Filmen Kleines Fräulein Robinson und Der Tod der Fliege. Sie war seit Ende der 1970er Jahre in über 130 Film- und Fernsehproduktionen zu sehen. Für ihre Darstellung der  in dem von Viktor Polesný inszenierten Drama Milenci & vrazi wurde sie 2005 als Beste Hauptdarstellerin für einen Český lev nominiert.
Seit Mitte der 1970er Jahre ist Medvecká als Synchronsprecherin tätig und lieh bei der Vertonung unterschiedlicher internationaler Filme ins Tschechische Schauspielerinnen wie Sharon Stone, Andie MacDowell und Sigourney Weaver ihre Stimme. Seit 1992 ist sie auch die Hauptstimme von Meryl Streep. Für diese Arbeit wurde sie 2010 mit dem Cena Františka Filipovského ausgezeichnet.
In ihrer ersten Ehe war  mit dem Musiker und Manager Vadim Petrov verheiratet. Ihr zweiter Ehemann war bis zur Scheidung im Jahr 2010 der Schriftsteller und Politiker Radek John. Mit ihm hat sie auch zwei Kinder, einen Sohn und eine Tochter. Seit 2013 ist sie mit dem Schauspieler Petr Štěpánek verheiratet.

## Filmografie
- 1974: Kleines Fräulein Robinson (Robinsonka)
- 1977: Der Tod der Fliege (Smrt mouchy)
- 1977: Die Kriminalfälle des Majors Zeman (30 případů majora Zemana, Fernsehserie, eine Folge)
- 1977: Lauf, damit sie dir davonläuft (Běž, ať ti neuteče)
- 1979: Prinz und Abendstern (Princ a Večernice)
- 1980: Brontosaurus
- 1980: Der Dorfnapoleon (Tchán)
- 1980: Jagd auf die Katze (Hon na kočku)
- 1980: In Sachen Kaninchen (Causa králík)
- 1980: Liebe zwischen Regentropfen (Lásky mezi kapkami deště)
- 1981: Etwas liegt in der Luft(Něco je ve vzduchu)
- 1982: Flüchtige Begebenheiten (Plaché příběhy)
- 1983: Wenn Scheidung... dann Scheidung (Když rozvod, tak rozvod)
- 1985: Der geheimnisvolle Mönch (Růžový Hubert)
- 1985: Die Nacht des smaragdgrünen Mondes (Noc smaragdového měsíce)
- 1986: Bezirksverwaltung der 'K' Prag (Malý pitaval z velkého města, Fernsehserie, eine Folge)
- 1988: Wie Poeten das Leben genießen (Jak básníkům chutná život)
- 1989: Gute Tauben kehren immer zurück (Dobří holubi se vracejí)
- 1989: Geschlossener Kreis (Uzavřený okruh)
- 1993: Das Ende der Dichter in Böhmen (Konec básníků v Čechách)
- 2004: Milenci & vrazi
- 2015: Der Kronprinz (Korunní princ)
- 2020: Als ein Stern vom Himmel fiel (O vánoční hvězdě)